# Eugene S. Young

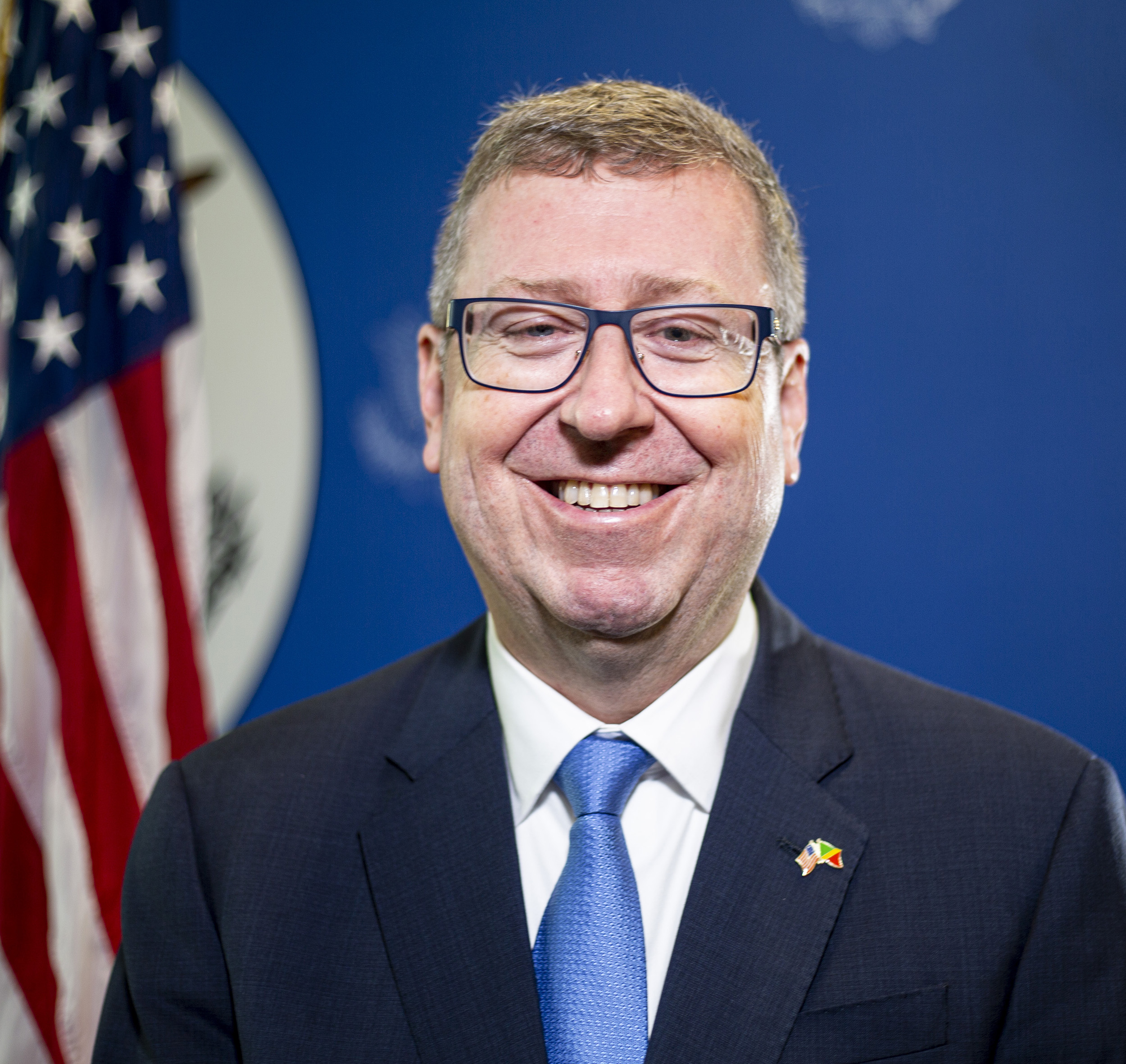
Eugene S. Young

Eugene Stewart Young ist ein US-amerikanischer Diplomat, der seit dem 30. März 2022 Botschafter der Vereinigten Staaten in der Republik Kongo ist.

## Bildung
Young wuchs in Lockport, New York auf und machte 1980 seinen Abschluss an der Lockport Senior High School. Er erwarb seinen Bachelor of Arts in internationalen Studien an der Miami University und einen Master of Arts in internationalen Angelegenheiten an der Elliot School der George Washington University.

## Karriere
Young ist ein Karrieremitglied des Senior Foreign Service. Er war Geschäftsträger und stellvertretender Missionschef der US-Botschaft in Wien; der Konsul und hochrangige zivile Vertreter des US-Konsulats in Herat, Afghanistan; und stellvertretender Missionschef der US-Botschaft in Ljubljana, Slowenien. Unter seinen anderen Aufgaben war Young als Wirtschaftsberater der US-Botschaft in Nairobi, Kenia, als Generalkonsul des US-Generalkonsulats in Durban, Südafrika, und als Sonderassistent im Büro des stellvertretenden Außenministers tätig. Er fungiert als Wirtschaftsberater der US-Botschaft in Jerusalem, Israel.

### US-Botschafter der Republik Kongo
Am 15. April 2021 nominierte US-Präsident Joe Biden Young zum nächsten US-Botschafter in der Republik Kongo. Der Ausschuss für auswärtige Beziehungen des Senats hielt am 9. Juni 2021 Anhörungen zu seiner Nominierung ab. Der Ausschuss berichtete am 24. Juni 2021 positiv über seine Nominierung. Young wurde am 18. Dezember 2021 vom gesamten Senat per Stimmabgabe bestätigt. Am 30. März 2022 überreichte er Präsident Denis Sassou-Nguesso sein Beglaubigungsschreiben.

## Privatleben
Young spricht Deutsch, Französisch, Slowenisch, Slowakisch und Serbokroatisch.